# Alquízar
Alquízar és un municipi i ciutat a la província cubana d'Artemisa. Fins a finals de 2010 va pertànyer a la Província de l'Havana. El poblat d'Alquízar va ser fundat el 1616, i és la població més antiga de l'actual província d'Artemisa. El municipi inclou, a més del poble d'Alquízar, els poblats de Pulido, Dagame i el poblat pesquer de Guanímar.
Per la seva situació en la secció occidental de la Plana Roja Havana-Matances el seu sòl és ric i fèrtil i molt aprofitat per al cultiu de vegetals, tubercles i hortalisses a causa de la demanda dels mateixos pel mercat de la capital de l'Illa. Posseeix també una important indústria tèxtil (Alquitex) i és la seu de la Universitat de Ciències Pedagògiques de la Província "Rubén Martínez Villena".
L'església parroquial catòlica Purísima Concepción y San Agustín data del 16 de març de 1799 i fou construïda en uns terrenys donats per Juana de la Osa, sent el seu primer rector Ambrosio de María Escobar. D'aquesta parròquia va sortir el 1977 monsenyor Fernando Prego Casal primer bisbe de la diòcesi de Santa Clara.
El 20 d'octubre de 1863 va arribar el ferrocarril a Alquízar.
Entre les personalitats il·lustres, oriündes de Alquízar, destaquen el poeta i revolucionari comunista Rubén Martínez Villena i el científic, geògraf i espeleòleg Antonio Núñez Jiménez (1923-1998), els piloters Agustín Marquetti, Yulieski González, Antonio Romero.